# Долиће (Сјеница)
Долиће је насеље у Србији у општини Сјеница у Златиборском округу. Према попису из 2022. било је 264 становника (према попису из 1991. било је 557 становника).

## Демографија
У насељу Долиће живи 235 пунолетних становника, а просечна старост становништва износи 36,8 година (36,7 код мушкараца и 36,9 код жена). У насељу има 70 домаћинстава, а просечан број чланова по домаћинству је 4,60.
Ово насеље је великим делом насељено Бошњацима (према попису из 2002. године), а у последња три пописа, примећен је пад у броју становника.
|  |

| Демографија | Демографија | Демографија |
| Година      | Становника  | Становника  |
| ----------- | ----------- | ----------- |
| 1948.       | 670         |             |
| 1953.       | 754         |             |
| 1961.       | 848         |             |
| 1971.       | 784         |             |
| 1981.       | 722         |             |
| 1991.       | 557         | 557         |
| 2002.       | 322         | 397         |

| Етнички састав према попису из 2002.‍ | Етнички састав према попису из 2002.‍ | Етнички састав према попису из 2002.‍ | Етнички састав према попису из 2002.‍ | Етнички састав према попису из 2002.‍ |
| ------------------------------------ | ------------------------------------ | ------------------------------------ | ------------------------------------ | ------------------------------------ |
|                                      |                                      |                                      |                                      |                                      |
| Бошњаци                              | Бошњаци                              |                                      | 294                                  | 91,30%                               |
| Срби                                 | Срби                                 |                                      | 9                                    | 2,79%                                |
| непознато                            | непознато                            |                                      | 14                                   | 4,34%                                |

| Година пописа     | 1948. | 1953. | 1961. | 1971. | 1981. | 1991. | 2002. |
| ----------------- | ----- | ----- | ----- | ----- | ----- | ----- | ----- |
| Број домаћинстава | 96    | 99    | 118   | 118   | 108   | 101   | 70    |

| Број чланова      | 1 | 2  | 3  | 4  | 5 | 6  | 7  | 8 | 9 | 10 и више | Просек |
| ----------------- | - | -- | -- | -- | - | -- | -- | - | - | --------- | ------ |
| Број домаћинстава | 5 | 10 | 10 | 10 | 9 | 10 | 11 | 2 | 2 | 1         | 4,60   |

| Пол    | Укупно | Неожењен/Неудата | Ожењен/Удата | Удовац/Удовица | Разведен/Разведена | Непознато |
| ------ | ------ | ---------------- | ------------ | -------------- | ------------------ | --------- |
| Мушки  | 125    | 49               | 70           | 5              | 1                  | 0         |
| Женски | 132    | 44               | 69           | 18             | 0                  | 1         |
| УКУПНО | 257    | 93               | 139          | 23             | 1                  | 1         |

| Пол    | Укупно                    | Пољопривреда, лов и шумарство | Рибарство                            | Вађење руде и камена | Прерађивачка индустрија       |
| ------ | ------------------------- | ----------------------------- | ------------------------------------ | -------------------- | ----------------------------- |
| Мушки  | 100                       | 63                            | 0                                    | 0                    | 1                             |
| Женски | 88                        | 47                            | 0                                    | 0                    | 0                             |
| УКУПНО | 188                       | 110                           | 0                                    | 0                    | 1                             |
| Пол    | Производња и снабдевање   | Грађевинарство                | Трговина                             | Хотели и ресторани   | Саобраћај, складиштење и везе |
| Мушки  | 0                         | 0                             | 0                                    | 0                    | 1                             |
| Женски | 0                         | 0                             | 0                                    | 0                    | 0                             |
| УКУПНО | 0                         | 0                             | 0                                    | 0                    | 1                             |
| Пол    | Финансијско посредовање   | Некретнине                    | Државна управа и одбрана             | Образовање           | Здравствени и социјални рад   |
| Мушки  | 0                         | 0                             | 0                                    | 0                    | 0                             |
| Женски | 0                         | 0                             | 0                                    | 1                    | 0                             |
| УКУПНО | 0                         | 0                             | 0                                    | 1                    | 0                             |
| Пол    | Остале услужне активности | Приватна домаћинства          | Екстериторијалне организације и тела | Непознато            | Непознато                     |
| Мушки  | 0                         | 0                             | 0                                    | 35                   | 35                            |
| Женски | 0                         | 0                             | 0                                    | 40                   | 40                            |
| УКУПНО | 0                         | 0                             | 0                                    | 75                   | 75                            |